# Oxyde d'iridium(VIII)
Pour les articles homonymes, voir Oxyde d'iridium.
L'oxyde d'iridium(VIII) ou tétroxyde d'iridium est le composé chimique de formule IrO4. Ce composé a été formé par réarrangement photochimique de  [(η1O2)IrO2] dans de l'argon solide à une température de 6 K. À plus haute température, l'oxyde est instable.